# 達利尼奇
50°4′4″N 24°15′36″E / 50.06778°N 24.26000°E
達利尼奇（烏克蘭語：Дальнич），是烏克蘭西部的村莊，隸屬利維夫州的利維夫區。該村始建於1550年，面積1.09平方公里，海拔高度231米，2001年人口287，人口密度每平方公里263.3人。